# محطة قطار حاسي الغلة
محطة قطار حاسي الغلة هي محطة سكة حديد جزائرية تقع ببلدية حاسي الغلة بولاية عين تموشنت.

## موقعها في الشبكة الحديدية
تقع المحطة على خط السكة الحديدية السانية - بني صاف حيث تسبقها محطة قطار العامرية وتتبعها محطة قطار المالح .

## تاريخ
في فترة الاستعمار الفرنسي للجزائر، كانت المحطة تسمى محطة الراحل (Er-Rahel) .

## خدمة الركاب

### الخدمات
تخدم محطة قطار حاسي الغلة القطارات الإقليمية على خط وهران - بني صاف  .

### مقالات ذات صلة
- الخط من السانية إلى بني صاف
- قائمة محطات القطارات في الجزائر

### روابط خارجية
- "ش.و.ن.س.ح". الشركة الوطنية للنقل بالسكك الحديدية. مؤرشف من الأصل في 2025-05-05..